# استاروموسینو
استاروموسینو (انگلیسی: Staromusino) یک شهرک در شهرستان کارماسکالینسکی استان باشقیرستان کشور روسیه است.